# رايموندو نونوتو ليما ريبيرو
رايموندو نونوتو ليما ريبيرو (بالبرتغالية: Nonato‏) (5 يوليو 1979 في بارا في البرازيل – )؛ هو لاعب كرة قدم كان يلعب كمهاجم.

## وصلات خارجية
- رايموندو نونوتو ليما ريبيرو على موقع رابطة كرة القدم اليابانية للمحترفين (اليابانية)
- رايموندو نونوتو ليما ريبيرو على موقع دوري كوريا الجنوبية (الإنجليزية)
- رايموندو نونوتو ليما ريبيرو على موقع قاعدة بيانات كرة القدم.إي يو (الإنجليزية)
- رايموندو نونوتو ليما ريبيرو على موقع Soccerway.com (الإنجليزية)
- رايموندو نونوتو ليما ريبيرو على موقع عالم كرة القدم.نت (الإنجليزية)